# Torneo WTA de Melbourne I 2021
El  Gippsland Trophy 2021 (también conocido como Melbourne 1 Tennis Open) fue un torneo del WTA Tour 2021. Se jugó en canchas duras al aire libre en Melbourne, Australia. Fue programado como un torneo preparatorio al Abierto de Australia 2021, y será llevado a cabo en el mismo recinto, debido a que otros torneos tuvieron que ser cancelados en Australia como resultado del COVID-19. Este torneo tuvo lugar simultáneamente con el Yarra Valley Classic 2021 y el Grampians Trophy 2021.

## Puntos y premios

### Distribución de puntos
| Modalidad    | G   | F   | SF  | CF  | Ronda de 16 | Ronda de 32 | Ronda de 64 |
| Individuales | 470 | 305 | 185 | 100 | 55          | 30          | 1           |
| Dobles       | 470 | 305 | 185 | 100 | 55          | 1           |             |

### Premios en dinero
| Modalidad    | G       | F       | SF      | CF     | Ronda de 16 | Ronda de 32 | Ronda de 64 |
| Individuales | $50,000 | $33,520 | $18,610 | $8,770 | $5,500      | $4,250      | $3,000      |
| Dobles       | $20,890 | $13,370 | $8,350  | $4,310 | $2,670      | $2,020      |             |

## Cabezas de serie

### Individual femenino
| Tenista               | Ranking | Preclasificada |
| Simona Halep          | 2       | 1              |
| Naomi Osaka           | 3       | 2              |
| Elina Svitólina       | 5       | 3              |
| Aryna Sabalenka       | 7       | 4              |
| Johanna Konta         | 14      | 5              |
| Iga Świątek           | 17      | 6              |
| Elise Mertens         | 20      | 7              |
| Karolína Muchová      | 27      | 8              |
| Ekaterina Alexandrova | 33      | 9              |
| Qiang Wang            | 34      | 10             |
| Saisai Zheng          | 42      | 11             |
| Caroline Garcia       | 44      | 12             |
| Jeļena Ostapenko      | 45      | 13             |
| Cori Gauff            | 48      | 14             |
| Polona Hercog         | 49      | 15             |
| Laura Siegemund       | 51      | 16             |

- Ranking del 25 de enero de 2021.[2]

### Dobles femenino
| Tenista                                  | Ranking | Preclasificada |
| Barbora Krejčíková Kateřina Siniaková    | 15      | 1              |
| Hao-Ching Chan Yung-Jan Chan             | 30      | 2              |
| Gabriela Dabrowski Bethanie Mattek-Sands | 32      | 3              |
| Andreja Klepač Elise Mertens             | 46      | 4              |
| Samantha Stosur Shuai Zhang              | 60      | 5              |
| Hayley Carter Luisa Stefani              | 64      | 6              |
| Laura Siegemund Vera Zvonareva           | 75      | 7              |
| Anna Blinkova Veronika Kudermétova       | 75      | 8              |

## Campeonas

### Individual femenino
Elise Mertens venció a  Kaia Kanepi por 6-4, 6-1 

### Dobles femenino
Barbora Krejčíková /  Kateřina Siniaková vencieron a  Hao-Ching Chan /  Yung-Jan Chan por 6-3, 7-6(7-4)